# Massimiliano Castellani
Massimiliano Castellani (Spoleto, 1969) è un giornalista e scrittore italiano.

## Biografia
Dopo la laurea in filosofia con una tesi su Hannah Arendt, si è diplomato alla Scuola di Giornalismo di Urbino.
Ha iniziato la carriera di giornalista collaborando con Il Messaggero; attualmente lavora nella redazione del quotidiano Avvenire, di cui è capo dei servizi sportivi dall'estate 2015.
Ha condotto un'inchiesta intorno alle morti e le malattie misteriose che funestano il mondo del calcio, confluita nel 2003 nel suo primo libro (insieme a Fabrizio Calzia), Palla avvelenata. Morti misteriose, doping e sospetti nel calcio italiano,  (Bradipolibri), che fa luce sull'abuso di farmaci e sostanze dopanti tra i calciatori.
Convinto che lo sport, e il calcio in particolare, possa ancora avere una sua letteratura, ha pubblicato nel 2005, per Sugarco Edizioni, il suo secondo libro Continuano a pensare con i piedi.
Castellani pubblica nel 2009 Il Morbo del Pallone. Gehrig e le sue vittime, (Selene edizioni), un dossier sul legame tra il calcio e la SLA (Sclerosi laterale amiotrofica), argomento di cui Castellani si occupa continuativamente organizzando simposi e incontri di sensibilizzazione oltre a scrivere, nel 2017, il libro SLA. Il male oscuro del pallone: si tratta di un vero e proprio un atto di accusa verso “il mondo del calcio, fin troppo spesso distributore, in nome del business, di arsenali di farmaci dopanti”. Il libro è stato oggetto di discussione, confronto e dibattito anche presso sedi di organi istituzionali del gioco del calcio. 
Nel 2019, con il Collettivo Soriano, dà alla luce la raccolta di racconti Ricky Albertosi. Romanzo popolare di un portiere. Contenente contributi di Darwin Pastorin,  Emanuele Dotto, Lamberto Boranga, Massimo Raffaeli, Furio Zara, Cosimo Argentina e Sergio Taccone, il libro racconta con stili, punti di vista e aneddoti diversi, la vita controversa e avventurosa del campione, portiere della Nazionale di calcio dell'Italia degli anni settanta, vincendo il Premio Selezione Bancarella Sport 2020 e piazzandosi al quinto posto nella finalissima tra i migliori libri sportivi dell’anno. In questa occasione, Castellani stabilisce un sodalizio con Luca Farinotti per riunire periodicamente i 6 vincitori del Bancarella Sport 2020 in iniziative di solidarietà, in particolare per raccogliere fondi da destinare a specifici reparti di oncologia infantile. 
Nel 2021, con l’uscita di Un calcio al razzismo. Venti lezioni contro l’odio, scritto a quattro mani con Adam Smulevich, Castellani conferma l’attitudine a fondere letteratura e temi sociali legati allo sport.  
Diversi racconti dell'autore sono apparsi in varie antologie tra cui:
- Em Bycicleta. Presidio di fabulazione sportiva, Sedizioni, 2005
- La prima cena, Librandomi, 2006
- Che razza di gioco è questo, Sedizioni, 2009

## Opere
- Fabrizio Calzia e Massimiliano Castellani, Palla avvelenata. Morti misteriose, doping e sospetti nel calcio italiano, Bradipolibri, 2003, ISBN 88-88329-24-2.
- Continuano a pensare con i piedi, Sugarco Edizioni, 2005, ISBN 88-7198-504-4.
- Il Morbo del Pallone. Gehrig e le sue vittime, Selene Edizioni, 2009, ISBN 88-7894-077-1.
- SLA. Il male oscuro del pallone, Goalbook Edizioni, 2017[6]
- Un calcio al razzismo (coautore con Adam Smulevich), Giuntina, 2019, ISBN  8880578170

### Contributi in antologie
- Ricky Albertosi. Romanzo popolare di un portiere (Curatore e coautore con Collettivo Soriano), Urbone Publishing, 2019, ISBN  9788832230079[7]
- Mai più triste né solitario (curatore e coautore con “Collettivo Soriano”), Gianluca Iuorio Urbone Publishing, 2021, ISBN  8832230445[8]

## Premi
Premio Selezione Bancarella Sport 2020